# Небту
| nb · t | Z1 | w |

| nb · t | Z1 | w |

Небту е древноегипетска царица, съпруга на Тутмос III.
Тя е изобразена на колона на гробницата на Тутмос KV34 където фараонът води процесия от членове на своето семейство – неговите 2 Велики царски съпруги – Хатшепсут-Меритре и Сатиах, съпругата му Небту и дъщеря му Нефертари. Имената на Сатиах и Нефертари са последвани от maa kheru, което показва, че са били вече мъртви, когато е била изградена гробницата. За разликата от имената на другите две съпруги, това на Небту не е оградено в картуш.
Тя е имала имот, чийто управител, Небамун е погребан в TT24.